# إريك سانتوس دي غوفيا
إريك سانتوس دي غوفيا (بالهولندية: Erik Santos de Gouveia)‏ هو لاعب كرة قدم هولندي في مركز الوسط، ولد في 30 أغسطس 1990 في أروبا في مملكة هولندا.

## وصلات خارجية
- إريك سانتوس دي غوفيا على موقع الاتحاد الدولي (مؤرشف)  (الإنجليزية)
- إريك سانتوس دي غوفيا على موقع قاعدة بيانات كرة القدم.إي يو (الإنجليزية)
- إريك سانتوس دي غوفيا على موقع ناشيونال فوتبول تيمز (الإنجليزية)